# Gauri Sankar
Le Gauri Sankar est le deuxième plus haut sommet du Rolwaling Himal, derrière le Melungtse (7 181 mètres). Son nom signifie en sanskrit « la déesse et  ses époux ». Il est aussi appelé Gaurishankar ou Jomo Tseringma.

## Alpinisme
- 1954 - Reconnaissance par Claude Kogan et Raymond Lambert
- 1965-1979 - Le sommet est officiellement fermé
- 1979 - Première ascension par une expédition américano-népalaise
- 2013 - Ouverture d'une voie en face sud par Mathieu Détrie, Pierre Llabre, Mathieu Maynadier et Jérôme Para, guides de haute montagne français, le 23 octobre 2013 à 16 heures, au terme d'une expédition dans laquelle ils se sont engagés le 10 septembre 2013. La vaste muraille Sud a été tentée au printemps 2011 par David Göttler et Stephan Glowacz. Elle reste un projet de premier ordre sur un sommet de plus de 7 000 m.